# Віктор Ібарбо
Віктор Ібарбо (ісп. Víctor Ibarbo, нар. 19 травня 1990, Калі) — колумбійський футболіст, нападник «Атлетіко Насьйональ» та національної збірної Колумбії.

## Клубна кар'єра
Народився 19 травня 1990 року в місті Калі. Вихованець футбольної школи «Клуб Ла Кантера».
У дорослому футболі дебютував 2008 року виступами за команду клубу «Атлетіко Насьйональ», в якій провів чотири сезони, взявши участь у 102 матчах чемпіонату. Більшість часу, проведеного у складі «Атлетіко Насьйональ», був основним гравцем атакувальної ланки команди.
До складу італійського «Кальярі» приєднався влітку 2011 року. Відтоді встиг відіграти за головну команду Сардинії 3,5 сезони, зігравши за цей час 115 матчів в національному чемпіонаті.
Протягом 2015 року грав на правах оренди за «Рому» та «Вотфорд», проте в жодній з команд закріпитись так і не зумів, через що на початку 2016 року був відданий в оренду в рідний «Атлетіко Насьйональ».

## Виступи за збірні
У 2009 році у складі молодіжної збірної Колумбії Ібарбо брав участь у молодіжному чемпіонаті Південної Америки у Венесуелі. На турнірі він зіграв у матчах проти команд Перу, Еквадору, Аргентини та двічі Венесуели, а збірна вилетіла у чвертьфіналы від останніх.
25 травня 2010 року в товариському матчі проти збірної ПАР Віктор дебютував за збірну Колумбії. 14 листопада 2013 року у товариському поєдинку проти збірної Бельгії Ібарбо забив свій перший гол за збірну.
2014 року Віктор потрапив у заявку збірної на Чемпіонат світу у Бразилії. На турнірі він зіграв у матчах проти збірних Греції, Кот-Д'івуару та Бразилії.
У 2015 році в складі збірної Віктор взяв участь у Кубку Америки у Чилі. На турнірі він зіграв у матчах проти збірних Бразилії, Перу та Аргентини.
Наразі провів у формі головної команди країни 15 матчів, забивши 1 гол.
| Дата       | Місто        | Господарі  | Результат | Гості    | Турнір           | Голи | Примітки |
| ---------- | ------------ | ---------- | --------- | -------- | ---------------- | ---- | -------- |
| 27/05/2010 | Йоганнесбург | ПАР        | 2 – 1     | Колумбія | товариський матч | -    | \| 46'   |
| 09/10/2010 | Гаррісон     | Еквадор    | 0 – 1     | Колумбія | товариський матч | -    | \| 60'   |
| 13/10/2010 | Честер       | США        | 0 – 0     | Колумбія | товариський матч | -    |          |
| 18/11/2010 | Богота       | Колумбія   | 1 – 1     | Перу     | товариський матч | -    | \| 46'   |
| 14/11/2013 | Брюссель     | Бельгія    | 0 – 2     | Колумбія | товариський матч | 1    | \| 60'   |
| 19/11/2013 | Амстердам    | Нідерланди | 0 – 0     | Колумбія | товариський матч | -    | \| 69'   |
| 05/03/2014 | Барселона    | Колумбія   | 1 – 1     | Туніс    | товариський матч | -    | \| 26'   |
| Усього     |              | Матчів     | 7         |          | Голів            | 1    |          |